# Telagrion longum
Telagrion longum – gatunek ważki z rodziny łątkowatych (Coenagrionidae); jedyny przedstawiciel rodzaju Telagrion. Występuje w Ameryce Południowej – stwierdzony we wschodniej i południowo-wschodniej Brazylii, wschodnim Paragwaju i północnej Argentynie.